# J. Minot
Pour les articles homonymes, voir Minot.
J. Minot, nom raccourci de Charles Antoine Joseph Simon Minot, né le 28 décembre 1847 à Sion (canton suisse du Valais) de parents français et mort le 13 juin 1901 à Paris 9e, est un imprimeur, éditeur et lithographe qui a fait carrière à Paris.

## Biographie et carrière
Après s'être marié en 1876 à Paris, il reprend en 1877 l'imprimerie parisienne de Fortuné Léon Guesnu, puis s'installe 5 rue Béranger,. Jusqu'en 1880, ses œuvres seront signées « Guesnu & Minot ».
Sa réputation reposera sur ses affiches et ses « chromos » en couleurs à usage principalement publicitaire, qui lui vaudront de nombreuses récompenses.
Membre du Cercle de la librairie, syndicat patronal des industries du livre, il a fondé et subventionné pour son personnel une société de secours mutuel.
Il meurt à son domicile parisien de la rue Saint-Lazare à l'âge de 53 ans, et il est inhumé au cimetière du Père-Lachaise.

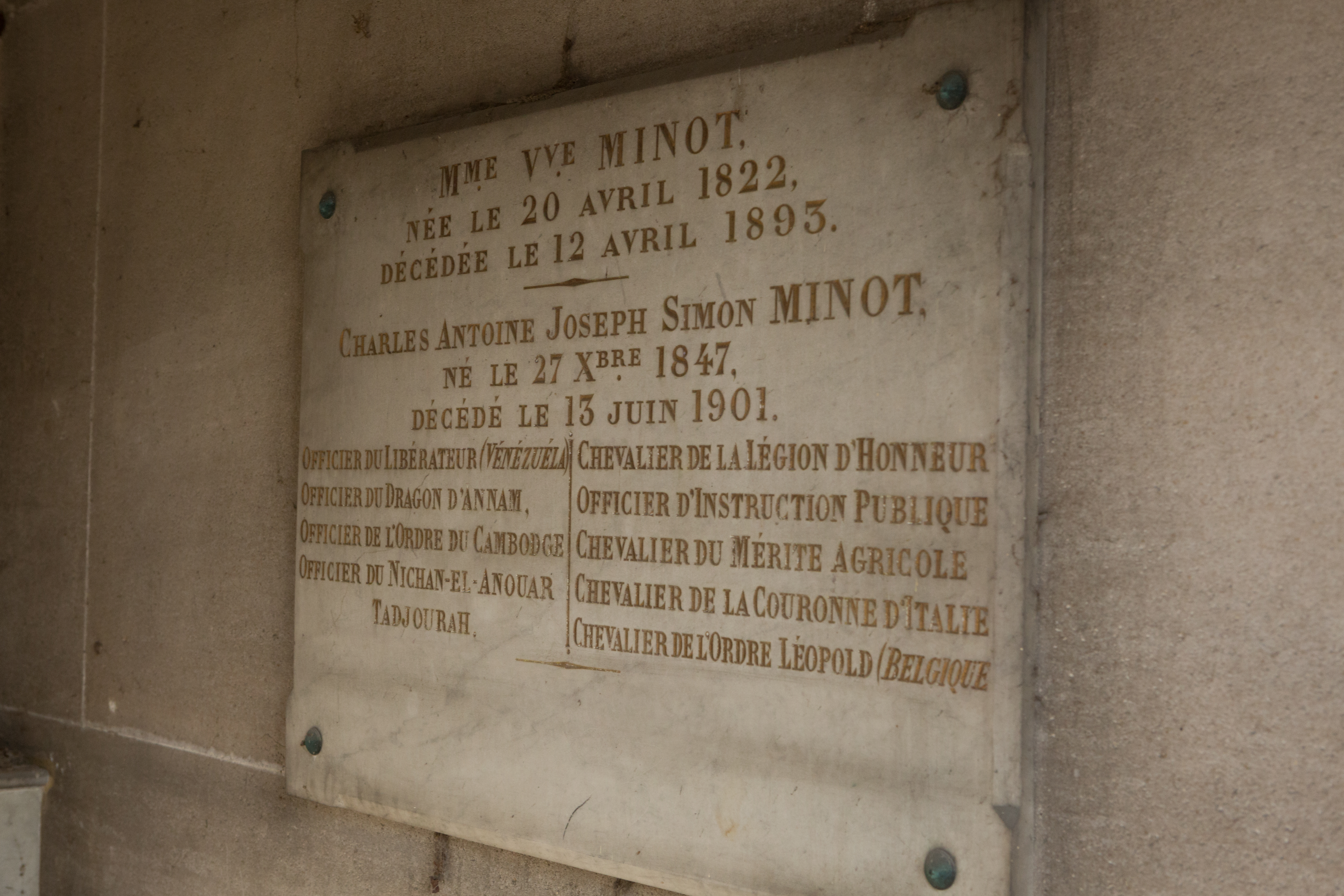
Stèle de J. Minot au cimetière du Père-Lachaise

Après sa mort, la marque « J. Minot » subsistera pendant une vingtaine d'années.

## Galerie (sélection)

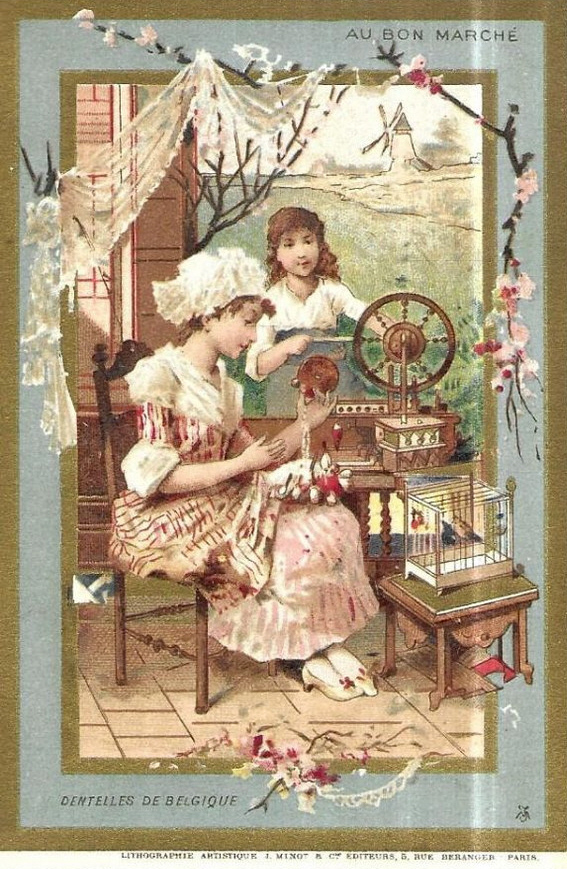
Au Bon Marché - Artisans - Dentelles de Belgique
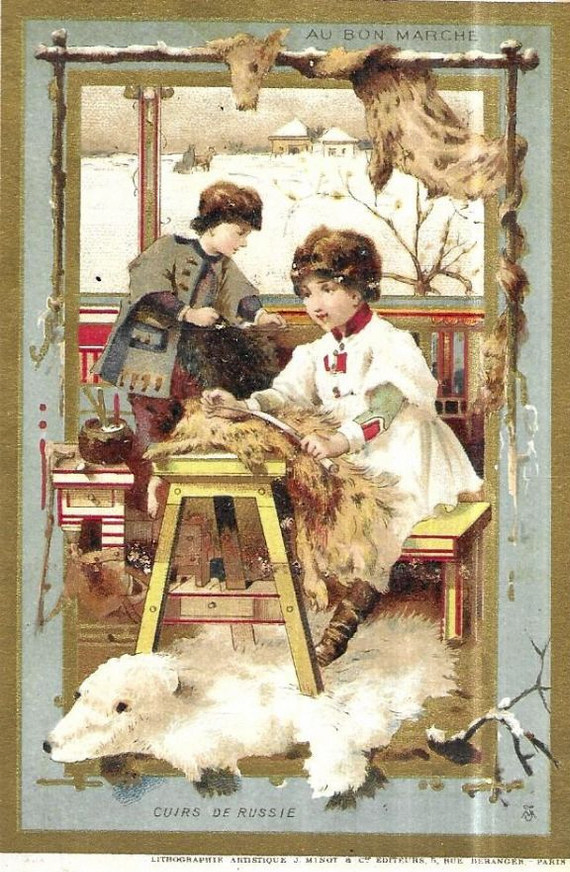
Au Bon Marché - Artisans - Cuirs de Russie
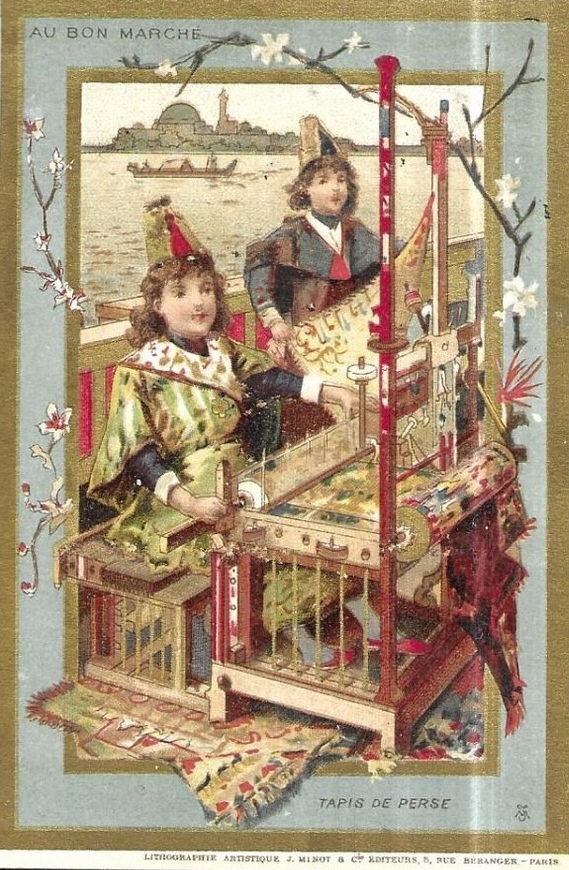
Au Bon Marché - Artisans - Tapis de Perse
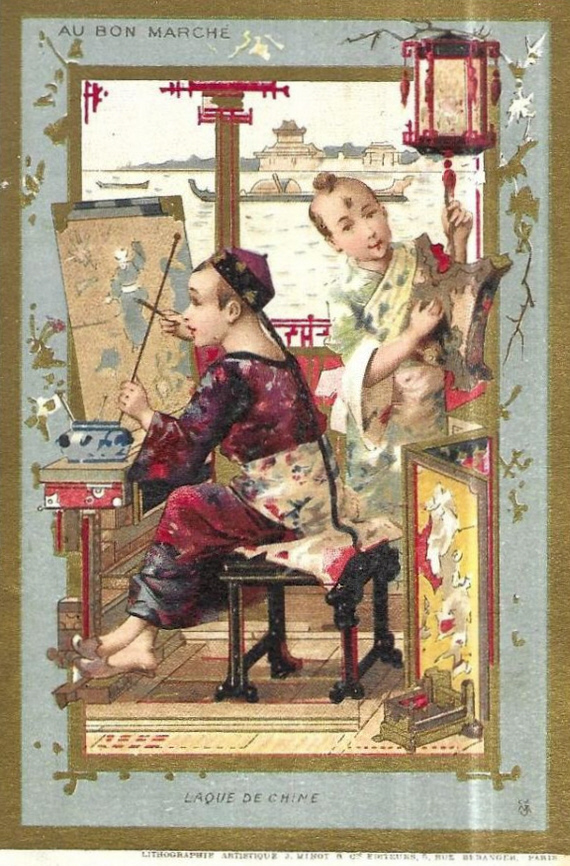
Au Bon Marché - Artisans - Laque de Chine
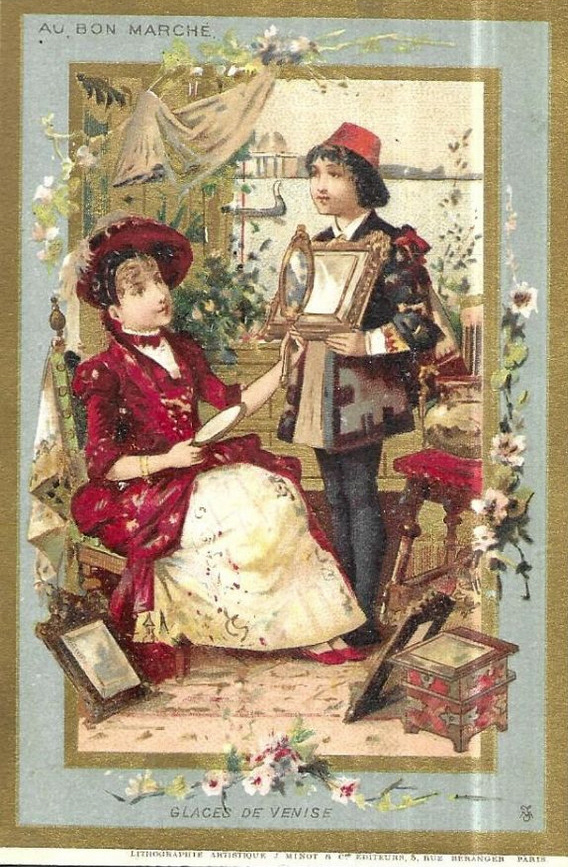
Au Bon Marché - Artisans - Glaces de Venise
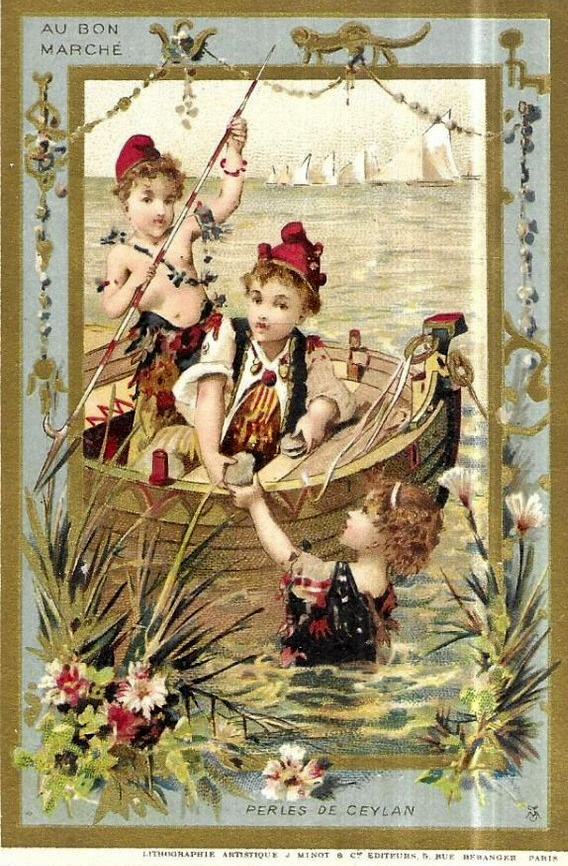
Au Bon Marché - Artisans - Perles de Ceylan
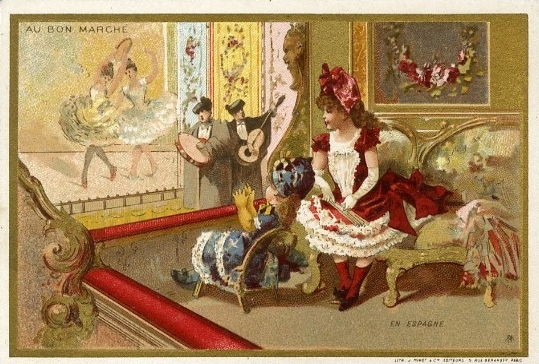
Au Bon Marché – Loge de théâtre
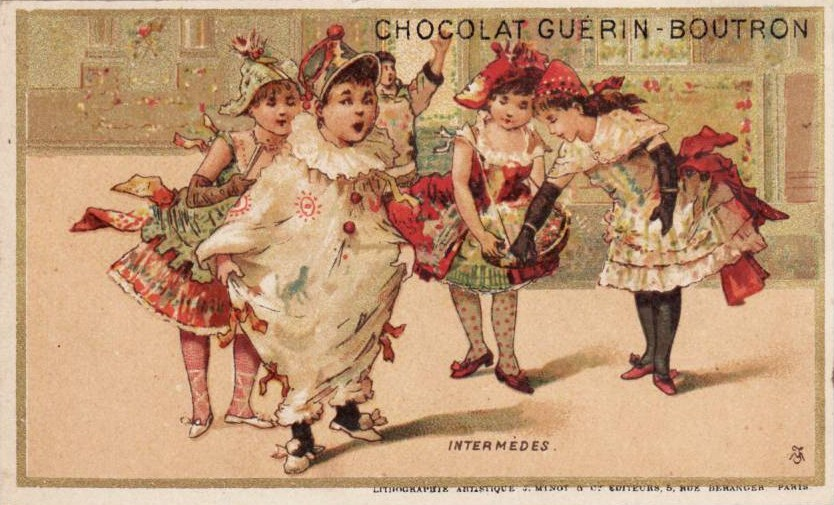
Chocolat Guérin-Boutron – Intermèdes
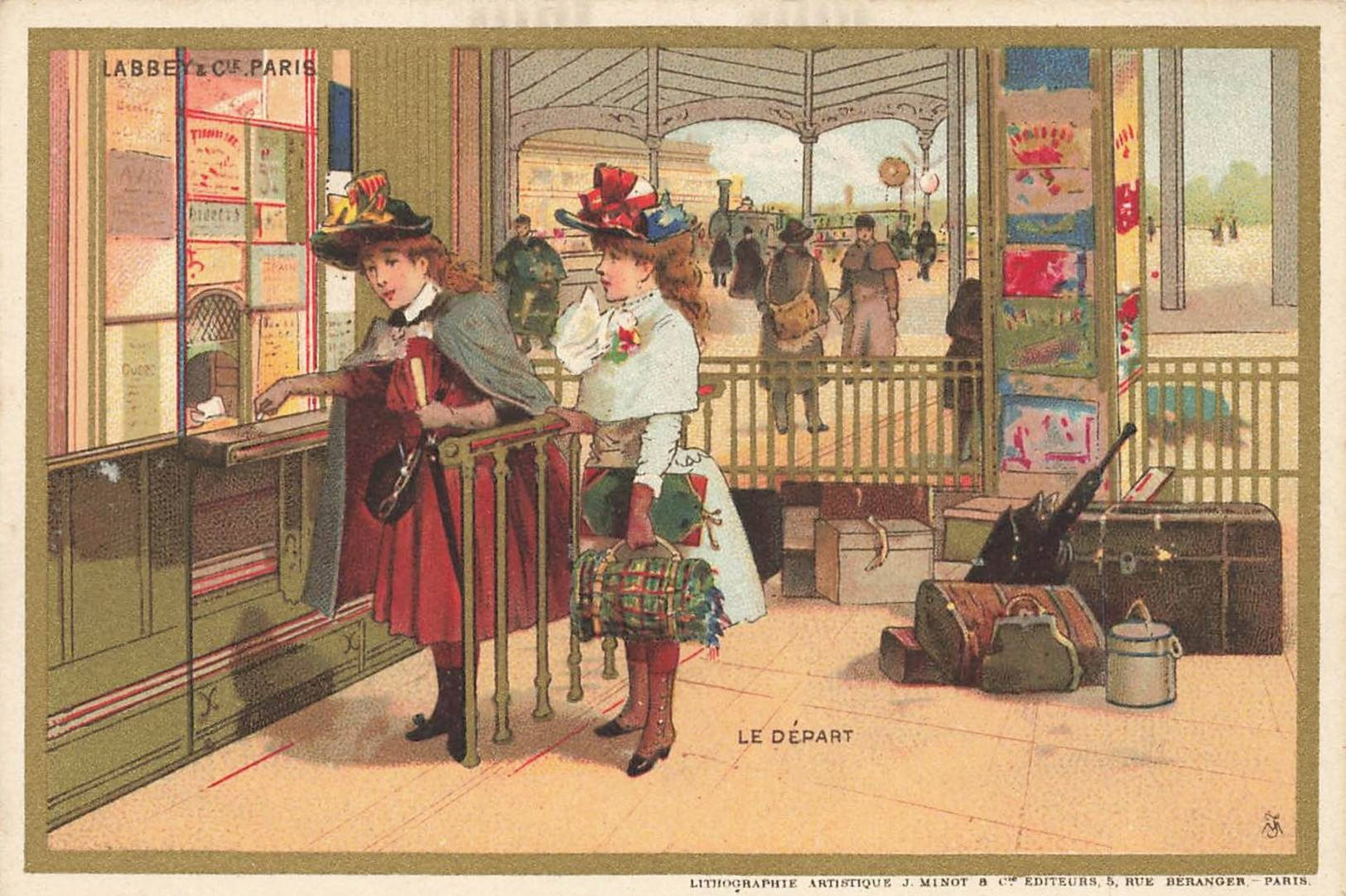
Le départ
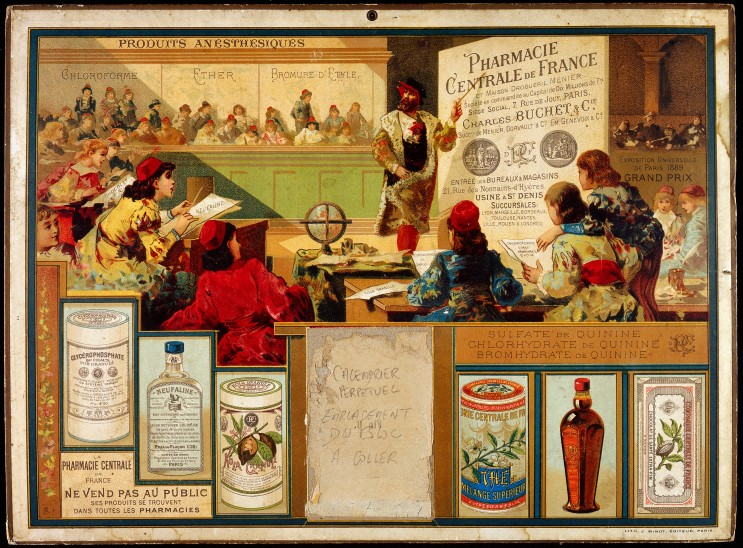
Professeur enseignant la pharmacie à des étudiants au 16e siècle
Exposition de Paris de 1900, publication illustrée de 2000 gravures
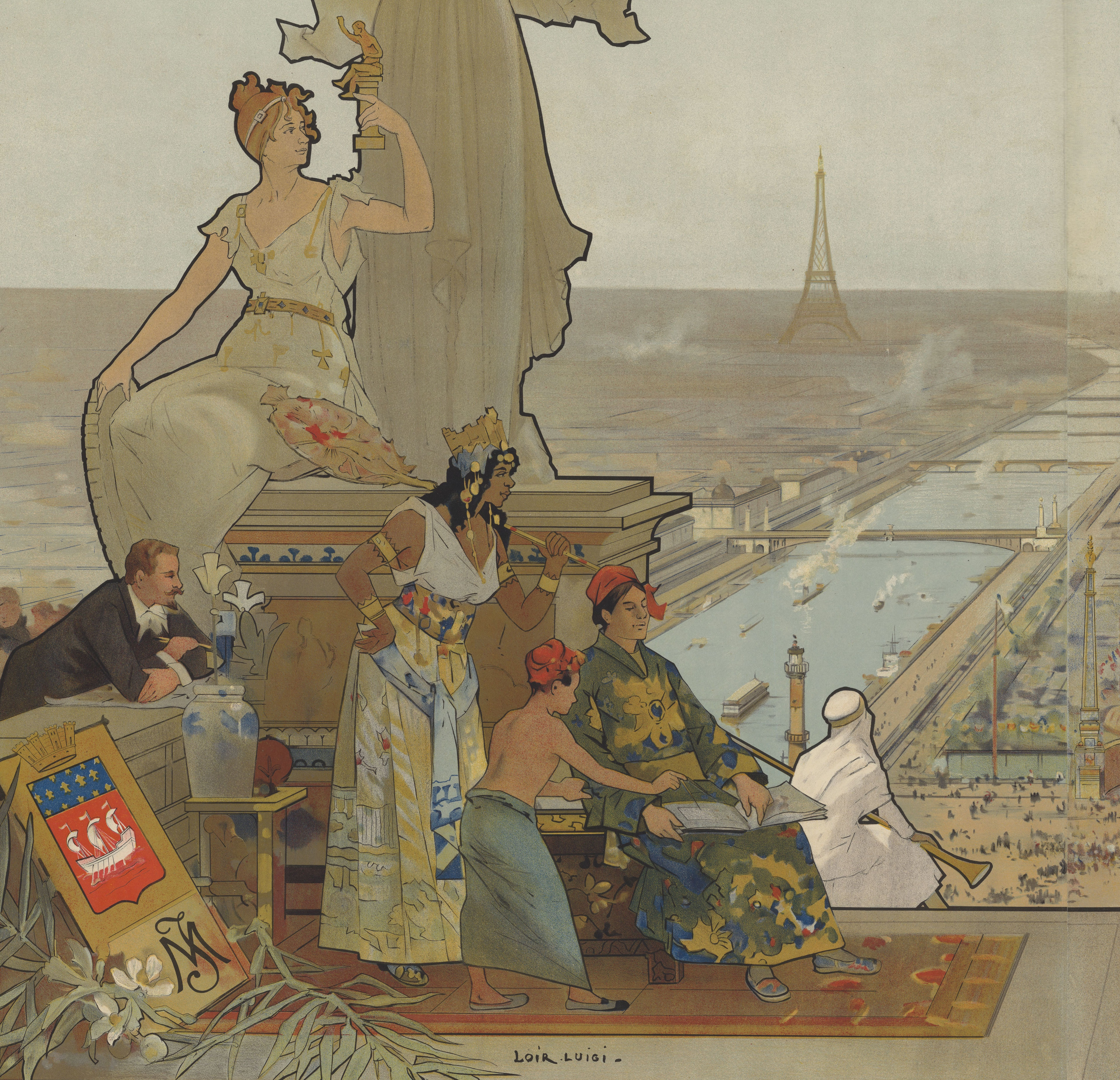
Exposition de Paris de 1900, publication illustrée de 2000 gravures (détail)

## Ouvrages
- George Nicholson (trad. de l'anglais, ill. J. Minot), Dictionnaire pratique d'horticulture et de jardinage, t. 4, Paris, Éditions Doin, 1892-1899 (OCLC 829567337, lire en ligne), Planches 51-56, 58.
- George Nicholson (trad. de l'anglais, ill. J. Minot), Dictionnaire pratique d'horticulture et de jardinage, t. 5, Paris, Éditions Doin, 1892-1899 (OCLC 829568561, lire en ligne), Planches 65-72.

## Expositions et récompenses
- Exposition universelle de 1889 (Paris) : médailles d'or et d'argent
- Exposition de Moscou : hors concours
- Exposition universelle de 1893 (Chicago) : exposant
- Exposition universelle, internationale et coloniale de Lyon de 1894 : médaille d'or
- Exposition internationale d'Amsterdam : médaille d'or
- Exposition internationale de Bordeaux : hors concours (membre du jury)
- Exposition du centenaire de la lithographie (1895, Paris) : diplôme d'honneur[10]

## Décorations

### Décorations françaises
- Chevalier de l'ordre du Mérite agricole (1889)
- Officier de l'Instruction publique (1890)[11]
- Chevalier de la Légion d'honneur (décret du 10 juin 1896)[4]

### Décorations étrangères
- Chevalier de l'ordre de Léopold (1888)
- Chevalier de l'ordre de la Couronne d'Italie (1890)[11]
- Officier de l'ordre royal du Cambodge
- Officier du Dragon d'Annam[9]
- Officier du Nichan el Anouar
- Officier de l'ordre du Libérateur (Venezuela)[14]